# Sruwoh
Sruwoh is een bestuurslaag in het regentschap Purworejo van de provincie Midden-Java, Indonesië. Sruwoh telt 364 inwoners (volkstelling 2010).